# Etolorex
Etolorex là một anorectant của lớp amphetamine. Nó không bao giờ được bán trên thị trường.